# Rhizothera
Genre
Rhizothera est un genre d'oiseaux de la famille des Phasianidae.

## Étymologie
Le nom Rhizothera est construit de deux mots grecs : rhiza, signifiant "racine" et thēras, signifiant "chasseur".

## Liste d'espèces
Selon la classification de référence du Congrès ornithologique international (version 2.8, 2011) :
- Rhizothera longirostris (Temminck, 1815) – Perdrix à long bec
- Rhizothera dulitensis Ogilvie-Grant, 1895 – Perdrix du Dulit